# Ingenio San Pablo
Ingenio San Pablo – miasto w Argentynie, w prowincji Tucumán, w departamencie Lules.
Według danych szacunkowych na rok 2010 miejscowość liczyła 9 620 mieszkańców.